# Susan Graham
Susan Graham (Roswell, Nuevo México, 23 de julio de 1960) es una mezzosoprano lírica estadounidense. 

## Trayectoria
Una de las más versátiles artistas de su generación, descuella en obras de Mozart especialmente como Sesto en La clemenza di Tito, Dorabella en Cosi fan tutte y Cherubino en Las bodas de Fígaro, Richard Strauss (Octavian de El caballero de la rosa es su rol más famoso, el Compositor en Ariadne auf Naxos), Handel y en el repertorio francés - especialmente como Iphigenie, Didon, Marguerite (Berlioz) y Charlotte de Werther -y contemporáneo.
Actúa regularmente en el Metropolitan Opera (debutó en 1991), en la Ópera de la Bastilla, Covent Garden, Ópera de San Francisco y Lyric Opera of Chicago.
Es una distinguida recitalista, destacándose en escenas y arias, melodías y canciones de compositores franceses y americanos como Hector Berlioz, Ned Rorem, Jake Heggie, Reynaldo Hahn, Erik Satie, etc.
Es favorita en Estados Unidos y especialmente Francia por su extraordinaria identificación con el repertorio galo.
El 28 de agosto de 2009, cantó el Ave María de Franz Schubert en la misa del funeral del senador Ted Kennedy.

## Honores
- 2001: Chevalier dans l'Ordre des Arts et des Lettres (caballera de la Orden de las Artes y las Letras)
- Junio de 2005: Commander of the Order of Arts and Letters (comandante de la Orden de las Artes y las Letras).
- Musical America 2004: Vocalist of the Year
- 2005: Opera News Award
- 5 de septiembre de 2006: "Susan Graham Day", en Midland (Texas).
- Mayo de 2008: Honorary Doctorate, Manhattan School of Music.

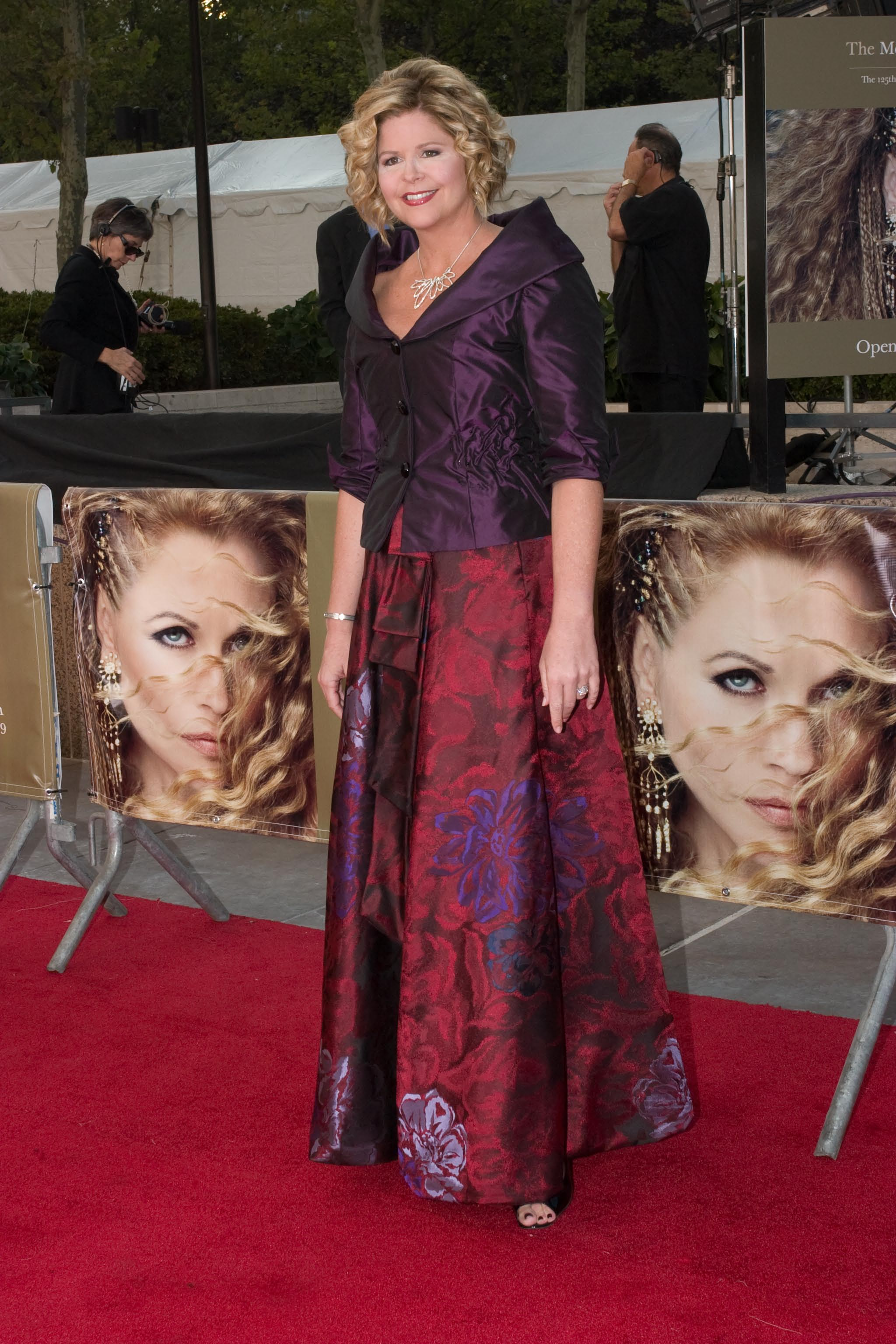
Susan Graham en el Metropolitan Opera en 2008.

## Discografía parcial
- Barber: Vanessa - BBC Symphony Orchestra/Leonard Slatkin, 2004 Chandos
- Berlioz, Enfance du Christ/Hélène/Sara la baigneuse/La belle voyageuse/Chant sacré - Dutoit/Montréal SO/Graham, 1995/1996 Decca
- Berlioz: Les Nuits D'été, Op. 7 - John Nelson/Orchestra of the Royal Opera House, Covent Garden/Susan Graham, 1997 SONY BMG
- Berlioz: Béatrice et Bénédict - Jean-Luc Viala/John Nelson/Orchestre de l'Opéra National de Lyon/Susan Graham/Sylvia McNair, 1992 Erato
- Ives, Concord Sonata; Songs - Pierre-Laurent Aimard/Susan Graham, 2004 Warner Classics - Grammy Award Best Classical Vocal Performance 2005
- Mahler: Songs with Orchestra - San Francisco Symphony/Michael Tilson Thomas/Susan Graham/Thomas Hampson, 2010 San Francisco Symphony
- La Belle Époque: The Songs of Reynaldo Hahn - Roger Vignoles/Susan Graham, 1998 SONY BMG
- Purcell: Dido and Aeneas - Emmanuelle Haïm/Le Concert d'Astrée, 2003 Erato/Warner
- Ravel, Enfant et les sortilèges/Shéhérazade/Alborada del gracioso - Ozawa/Leonard/Graham/Saito Kinen, 2015 Deutsche Grammophon - Grammy Award for Best Opera Recording 2016
- Rorem: 32 Songs - Susan Graham, 2000 Erato
- Schumann: Szenen aus Goethes "Faust" - Claudio Abbado/Barbara Bonney/Berliner Philharmoniker/Brigitte Poschner/Bryn Terfel/Endrik Wottrich/Eric Ericson/Gerhard Schmidt-Gaden/Hans-Peter Blochwitz/Harry Peeters/Iris Vermillion/Jan-Hendrik Rootering/Karita Mattila/Susan Graham/Swedish Radio Choir/Tölzer Knabenchor, 1994 SONY BMG
- Susan Graham - Poèmes de L'amour: Debussy, Chausson and Ravel, 2005 Warner
- Susan Graham: Carnegie Hall Debut Recital, 2003 Warner
- Susan Graham - French Operetta Arias: C'est ça la vie, c'est ça l'amour - City of Birmingham Symphony Orchestra/Susan Graham/Yves Abel, 2002 Warner
- Il tenero momento: Mozart & Gluck Arias - Harry Bicket/Orchestra of the Age of Enlightenment/Susan Graham, 2000 Erato
- The Art of Susan Graham - BBC Symphony Orchestra/Pascal Tortelier/Pierre-Laurent Aimard/Susan Graham, 2009 Warner